# Тонкинский район
Тонкинский район — административно-территориальное образование (район) в Нижегородской области России. В рамках организации местного самоуправления ему соответствует Тонкинский муниципальный округ (с 2004 до 2022 гг. — муниципальный район).
Административный центр — рабочий посёлок Тонкино.

## География
Является одним из северных районов Нижегородской области, расположен в северо-восточной части области, в западной части марийского края.
На западе и северо-западе граничит с Уренским, на юго-западе — с Краснобаковским,  на юге — с Воскресенским и Шарангским районами (муниципальными округами), на севере — с городским округом город Шахунья Нижегородской области, на востоке — с Кировской областью.
Площадь района — 1018,48 км².

## Население
| 1939   | 1959    | 1970    | 1979    | 1989    | 2002    | 2008  | 2009  | 2010  |
| ------ | ------- | ------- | ------- | ------- | ------- | ----- | ----- | ----- |
| 34 142 | ↘22 284 | ↘16 908 | ↘13 752 | ↘12 551 | ↘11 097 | ↘9553 | ↘9314 | ↘9007 |
| 2011   | 2012    | 2013    | 2014    | 2015    | 2016    | 2017  | 2018  | 2019  |
| ↘8943  | ↘8739   | ↘8559   | ↘8322   | ↘8147   | ↘8008   | ↘7909 | ↘7809 | ↘7640 |
| 2020   | 2021    |         |         |         |         |       |       |       |
| ↘7538  | ↘7266   |         |         |         |         |       |       |       |

### Урбанизация
Городское население (рабочий посёлок Тонкино) составляет  61,88 % от всего населения района.

## Административно-муниципальное устройство
В Тонкинский район, в рамках административно-территориального устройства области, входят 5 административно-территориальных образований, в том числе 1 рабочий посёлок и 4 сельсовета.
| № | Административно- территориальное образование | Административный центр  | Количество населённых пунктов | Население (чел.) | Площадь (км²) |
| - | -------------------------------------------- | ----------------------- | ----------------------------- | ---------------- | ------------- |
| 1 | Рабочий посёлок Тонкино                      | рабочий посёлок Тонкино | 7                             | ↘4557            | 88,63         |
| 2 | Бердниковский сельсовет                      | село Бердники           | 21                            | ↘786             | 259,52        |
| 3 | Большесодомовский сельсовет                  | село Большое Содомово   | 18                            | ↘729             | 278,03        |
| 4 | Вязовский сельсовет                          | село Вязовка            | 14                            | ↘649             | 154,35        |
| 5 | Пакалевский сельсовет                        | село Пакали             | 24                            | ↘545             | 237,95        |

Первоначально на территории Тонкинского района к 2004 году выделялись 1 рабочий посёлок и 6 сельсоветов. В рамках организации местного самоуправления в 2004—2009 гг. в существовавший в этот период Тонкинский муниципальный район входили соответственно 14 муниципальных образований, в том числе 1 городское и 6 сельских поселений. В 2009 году были упразднены 2 сельсовета Малоларионовский сельсовет (включён в Бердниковский сельсовет) и Полянский сельсовет (включён в Пакалевский сельсовет). Законом от 12 апреля 2022 года Тонкинский муниципальный район и все входившие в его состав поселения были упразднены и объединены в Тонкинский муниципальный округ.

## Населённые пункты
В Тонкинском районе 84 населённых пункта, в том числе посёлок городского типа (рабочий посёлок) и 83 сельских населённых пункта.
| №  | Населённый пункт     | Тип             | Население | Административно- территориальное образование |
| -- | -------------------- | --------------- | --------- | -------------------------------------------- |
| 1  | Тонкино              | рабочий посёлок | ↘4496     | рабочий посёлок Тонкино                      |
| 2  | Алешино              | починок         | ↗3        | Бердниковский сельсовет                      |
| 3  | Алешино              | деревня         | ↘0        | Вязовский сельсовет                          |
| 4  | Ашкельдино           | деревня         | ↘4        | Большесодомовский сельсовет                  |
| 5  | Безводное            | деревня         | ↘0        | Большесодомовский сельсовет                  |
| 6  | Бердники             | село            | ↘414      | Бердниковский сельсовет                      |
| 7  | Березники            | деревня         | ↘2        | Вязовский сельсовет                          |
| 8  | Большие Зелёные Луга | деревня         | ↘98       | Большесодомовский сельсовет                  |
| 9  | Большое Аверино      | деревня         | ↘22       | Бердниковский сельсовет                      |
| 10 | Большое Долгополово  | деревня         | ↘4        | Пакалевский сельсовет                        |
| 11 | Большое Ларионово    | деревня         | ↘151      | Бердниковский сельсовет                      |
| 12 | Большое Сидорово     | село            | ↘141      | Большесодомовский сельсовет                  |
| 13 | Большое Содомово     | село            | ↘324      | Большесодомовский сельсовет                  |
| 14 | Буйское              | деревня         | ↘1        | Вязовский сельсовет                          |
| 15 | Бычки                | деревня         | ↘0        | Большесодомовский сельсовет                  |
| 16 | Вая                  | деревня         | ↘152      | Бердниковский сельсовет                      |
| 17 | Верхний Церквинский  | посёлок         | ↘0        | Пакалевский сельсовет                        |
| 18 | Виктория             | деревня         | ↘0        | Бердниковский сельсовет                      |
| 19 | Викуловское          | деревня         | ↘9        | Пакалевский сельсовет                        |
| 20 | Волково              | деревня         | →15       | Бердниковский сельсовет                      |
| 21 | Восточное Егоровское | деревня         | ↘72       | Бердниковский сельсовет                      |
| 22 | Вязовка              | село            | ↘403      | Вязовский сельсовет                          |
| 23 | Горный Ключ          | деревня         | ↘11       | Большесодомовский сельсовет                  |
| 24 | Двоеглазово          | деревня         | ↘28       | рабочий посёлок Тонкино                      |
| 25 | Елховка              | деревня         | ↘0        | рабочий посёлок Тонкино                      |
| 26 | Зайчики              | деревня         | →0        | Бердниковский сельсовет                      |
| 27 | Захарово             | деревня         | ↘46       | Большесодомовский сельсовет                  |
| 28 | Ипатово              | деревня         | ↘0        | Большесодомовский сельсовет                  |
| 29 | Каменное             | деревня         | ↘26       | рабочий посёлок Тонкино                      |
| 30 | Катайское            | деревня         | ↘0        | Пакалевский сельсовет                        |
| 31 | Китанино             | деревня         | ↘1        | Большесодомовский сельсовет                  |
| 32 | Ключи                | деревня         | →0        | Вязовский сельсовет                          |
| 33 | Ковернинское         | деревня         | ↘0        | Бердниковский сельсовет                      |
| 34 | Кодочиги             | деревня         | ↘242      | Вязовский сельсовет                          |
| 35 | Колчино              | деревня         | ↘0        | Вязовский сельсовет                          |
| 36 | Коржавино            | деревня         | ↘0        | Вязовский сельсовет                          |
| 37 | Коротенское          | деревня         | ↘0        | Пакалевский сельсовет                        |
| 38 | Корыпалово           | деревня         | ↘0        | Пакалевский сельсовет                        |
| 39 | Котоминское          | деревня         | ↘16       | Пакалевский сельсовет                        |
| 40 | Красногор            | деревня         | ↘0        | Бердниковский сельсовет                      |
| 41 | Крошилово            | деревня         | ↘15       | Большесодомовский сельсовет                  |
| 42 | Крошиловское         | деревня         | ↘17       | Пакалевский сельсовет                        |
| 43 | Кузьминка            | деревня         | ↘23       | Бердниковский сельсовет                      |
| 44 | Ломное               | деревня         | →0        | рабочий посёлок Тонкино                      |
| 45 | Малое Зубово         | деревня         | ↘4        | Пакалевский сельсовет                        |
| 46 | Малое Ларионово      | деревня         | ↘67       | Бердниковский сельсовет                      |
| 47 | Малое Сидорово       | деревня         | ↘30       | Бердниковский сельсовет                      |
| 48 | Малое Содомово       | деревня         | ↘1        | Большесодомовский сельсовет                  |
| 49 | Малое Тарасово       | деревня         | ↘17       | Пакалевский сельсовет                        |
| 50 | Малые Зелёные Луга   | деревня         | →0        | Пакалевский сельсовет                        |
| 51 | Мартяхино            | деревня         | ↘65       | Бердниковский сельсовет                      |
| 52 | Михайлов Полом       | деревня         | ↘7        | Пакалевский сельсовет                        |
| 53 | Набатово             | деревня         | →0        | Большесодомовский сельсовет                  |
| 54 | Набережное           | деревня         | ↘24       | Большесодомовский сельсовет                  |
| 55 | Никитин Завод        | деревня         | ↘13       | Пакалевский сельсовет                        |
| 56 | Николаевское         | деревня         | ↘3        | Вязовский сельсовет                          |
| 57 | Новое Тонкино        | деревня         | →0        | рабочий посёлок Тонкино                      |
| 58 | Носовское            | деревня         | ↘3        | Пакалевский сельсовет                        |
| 59 | Окунево              | деревня         | ↘0        | Вязовский сельсовет                          |
| 60 | Отары                | деревня         | ↘1        | Бердниковский сельсовет                      |
| 61 | Пакали               | село            | ↘371      | Пакалевский сельсовет                        |
| 62 | Пахутино             | село            | ↘280      | Большесодомовский сельсовет                  |
| 63 | Пеньки               | деревня         | ↘0        | Пакалевский сельсовет                        |
| 64 | Плотниково           | деревня         | ↘9        | Бердниковский сельсовет                      |
| 65 | Полянское            | село            | ↘99       | Пакалевский сельсовет                        |
| 66 | Простоквашино        | деревня         | ↘17       | Бердниковский сельсовет                      |
| 67 | Пруды                | деревня         | ↘7        | Бердниковский сельсовет                      |
| 68 | Прытково             | деревня         | ↘10       | Большесодомовский сельсовет                  |
| 69 | Рамень               | деревня         | ↘0        | Вязовский сельсовет                          |
| 70 | Рожниха              | деревня         | ↘28       | Пакалевский сельсовет                        |
| 71 | Романовы Пруды       | деревня         | ↘0        | Пакалевский сельсовет                        |
| 72 | Рыбное               | деревня         | ↘0        | Пакалевский сельсовет                        |
| 73 | Селезни              | деревня         | ↘0        | Вязовский сельсовет                          |
| 74 | Старое Котомино      | деревня         | ↘0        | Пакалевский сельсовет                        |
| 75 | Старые Краи          | деревня         | ↘153      | Вязовский сельсовет                          |
| 76 | Степановское         | деревня         | ↘59       | Пакалевский сельсовет                        |
| 77 | Типайки              | деревня         | →137      | Вязовский сельсовет                          |
| 78 | Трошково             | деревня         | ↘196      | Пакалевский сельсовет                        |
| 79 | Фомин Ручей          | деревня         | ↘0        | Бердниковский сельсовет                      |
| 80 | Хвойное              | деревня         | ↘1        | Большесодомовский сельсовет                  |
| 81 | Худобабково          | деревня         | ↗13       | Бердниковский сельсовет                      |
| 82 | Чердаки              | деревня         | ↘49       | Большесодомовский сельсовет                  |
| 83 | Швецкое              | деревня         | ↘0        | рабочий посёлок Тонкино                      |
| 84 | Ядровское            | деревня         | →0        | Пакалевский сельсовет                        |

## Экономика района

### Промышленность
Промышленность района представлена 5 предприятиями. Наиболее крупные из них:
- Тонкинский государственный лесхоз,
- ООО «Лес»,
- ООО «Тонкино лес»,
- ОАО «Тонкинская сельхозхимия»,
- ОАО «Нижегород Автодор».

Кроме того, работают и развиваются предприятия: Тонкинское райпотребсоюз, ОАО «Тонкинский льнозавод». По выпуску промышленной продукции:
- 67 % — занимают предприятия пищевой промышленности.
- 29 % — занимают предприятия лесной и деревоперерабатывающей промышленности
- 4 % — прочие предприятия

### Сельское хозяйство
В настоящее время сельским хозяйством в Тонкинском районе занимаются 16 сельскохозяйственных предприятий — сельскохозяйственные производственные кооперативы (СПК).
Сельское хозяйство района сбалансировано. В нём развито как растениеводство, так и животноводство.

### Ресурсы
Основные ресурсы района: земельные, минеральные, лесные, водные. Из полезных ископаемых в районе имеются запасы глины, песка и торфа. Глина, торф используются населением, песок добывается для строительства дорог, зданий и сооружений, благоустройства населённых пунктов и районного центра. Торфяные месторождения расположены в 4-х местах около населённых пунктов Парфенова, Малышкова, Котоминского, Норана.

### Транспорт
На балансе областного дорожного фонда находится 188 километров дорог района с твердым покрытием.
В районном центре расположен автовокзал, обслуживающий рейсы в Урень, Шахунью, Шарангу и населённые пункты района.

## Культура и образование
Детских дошкольных учреждений в районе — 12, в том числе:
- городская местность — 4,
- сельская местность — 8.

Общеобразовательный комплекс района включает в себя 15 образовательных учреждений: 2 средние школы, 6 основных и 7 начальных школ.
Из учреждений дополнительного специального образования в районе действуют дом детского творчества, музыкальная и художественная школы.
В Тонкинском районе имеется одно профессиональное училище ПУ-101.
Культура и спорт
В районе 14 массовых библиотек, в них книжный фонд 172200 экземпляров. Клубных учреждений — 17 с численностью мест 2582. В районе работает 1 народный музей. За время существования музея его посетило более 200 тысяч человек.

## Лечебные учреждения
Здравоохранение Тонкинского района представлено центральной районной больницей на 135 коек в рабочем посёлке Тонкино, поликлиникой, рассчитанной на 225 посещений в смену, Пакалевской сельской участковой больницей на 15 коек, 14 фельдшерско-акушерскими и фельдшерскими пунктами, домом престарелых в деревне Больших Зелёных Лугах.

## Национальный и религиозный состав
Национальный состав населения:
- русские — 10900 человек,
- марийцы — 600 человек,
- другие национальности — 400 человек.

Религиозный состав населения:
В районе два основных религиозных христианских течения: традиционное православное, старообрядческое старопоморское (федосеевцы).

## История района
Тонкинская волость была создана в одно время с Уренской в составе Уренского удельного приказа в 1797 году, когда была учреждена самостоятельная Костромская губерния. В июне 1929 года создан Тонкинский район, вскоре реформированный и вновь созданный в существующих в настоящее время границах в 1936 году.
Вновь созданный район объединял 140 населённых пунктов (13 сельских советов) проживало в них около 30 тысяч человек.